# Marie-Josée Croze
Marie-Josée Croze (n. Montreal, Quebec; 23 de febrero de 1970) es una actriz canadiense que tiene también la nacionalidad francesa.

## Datos biográficos
Marie-Josée Croze creció en el seno de una modesta familia adoptiva de Longueuil, Quebec, Canadá, en los alrededores de Montreal, junto a cuatro niños más. Estudió artes plásticas en la escuela Cégep du Vieux Montréal de 1986 a 1987.
En el 2001, le dieron un papel en Ararat, una película de Atom Egoyan que trata del genocidio armenio.
En el 2003, encarna a una junkie en Las invasiones bárbaras de Denys Arcand, papel que le ha valido el Premio del Festival de Cannes a la mejor actriz. Otra película en la que se la puede ver es Múnich, de Steven Spielberg.
En 2007, hace el papel de Henriette Roi en Le Scaphandre et le Papillon, de Julian Schnabel.

## Filmografía

### Cine
- 2000: Maelström: Bibiane
- 2002: Ararat: Celia
- 2003: Las invasiones bárbaras: Nathalie
- 2005: Al Pequena Cartuja: Thérèse Blanchot
- 2005: Múnich: Jeanette
- 2006: Le Scaphandre et le Papillon (película): Henriette Durand
- 2006: No se lo digas a nadie: Margot
- 2010: Un balcon sur la mer: Sra. Mandonado
- 2011: Otros silencios: Mary
- 2014: Le règne de la beauté: Isabelle

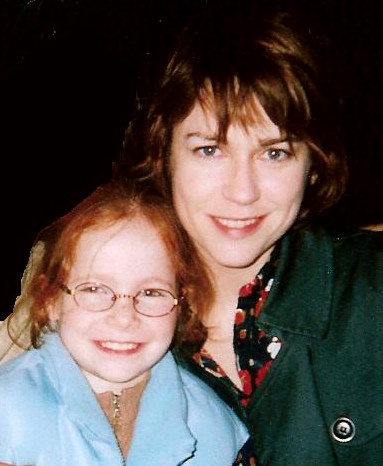
Foto de rodaje de la película Al Pequena Cartuja en Grenoble, Francia. Bertille Noël-Bruneau y Marie-Josée Croze, durante el descanso para desayunar

- 2016: Le Confessioni
- 2018: MILF: Sonia
- 2021: The Forgiven

## Premios y distinciones
Festival Internacional de Cine de Cannes
| Año  | Categoría    | Película                | Resultado |
| ---- | ------------ | ----------------------- | --------- |
| 2003 | Mejor Actriz | Las invasiones bárbaras | Ganadora  |